# Eucalyptus gregsoniana
Eucalyptus gregsoniana är en myrtenväxtart som beskrevs av Lawrence Alexander Sidney Johnson och Donald Frederick Blaxell. Eucalyptus gregsoniana ingår i släktet Eucalyptus och familjen myrtenväxter. Inga underarter finns listade i Catalogue of Life.

## Bildgalleri

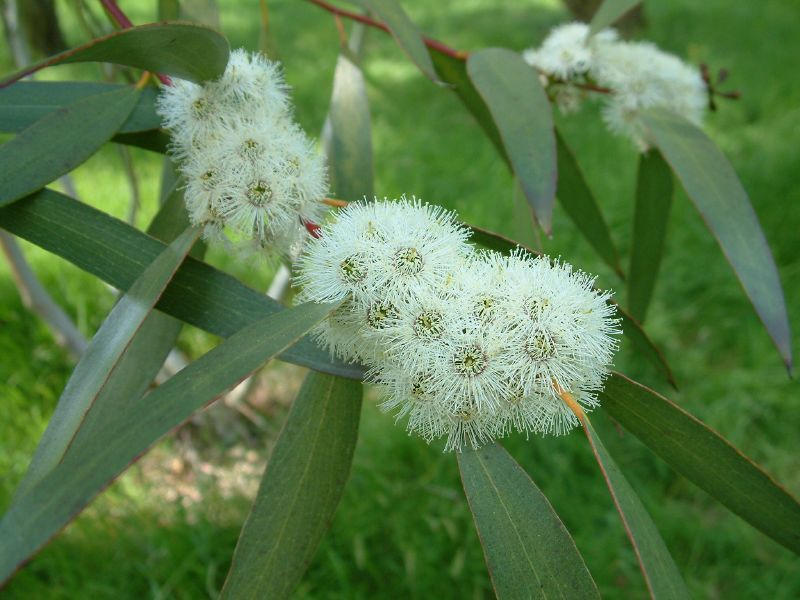
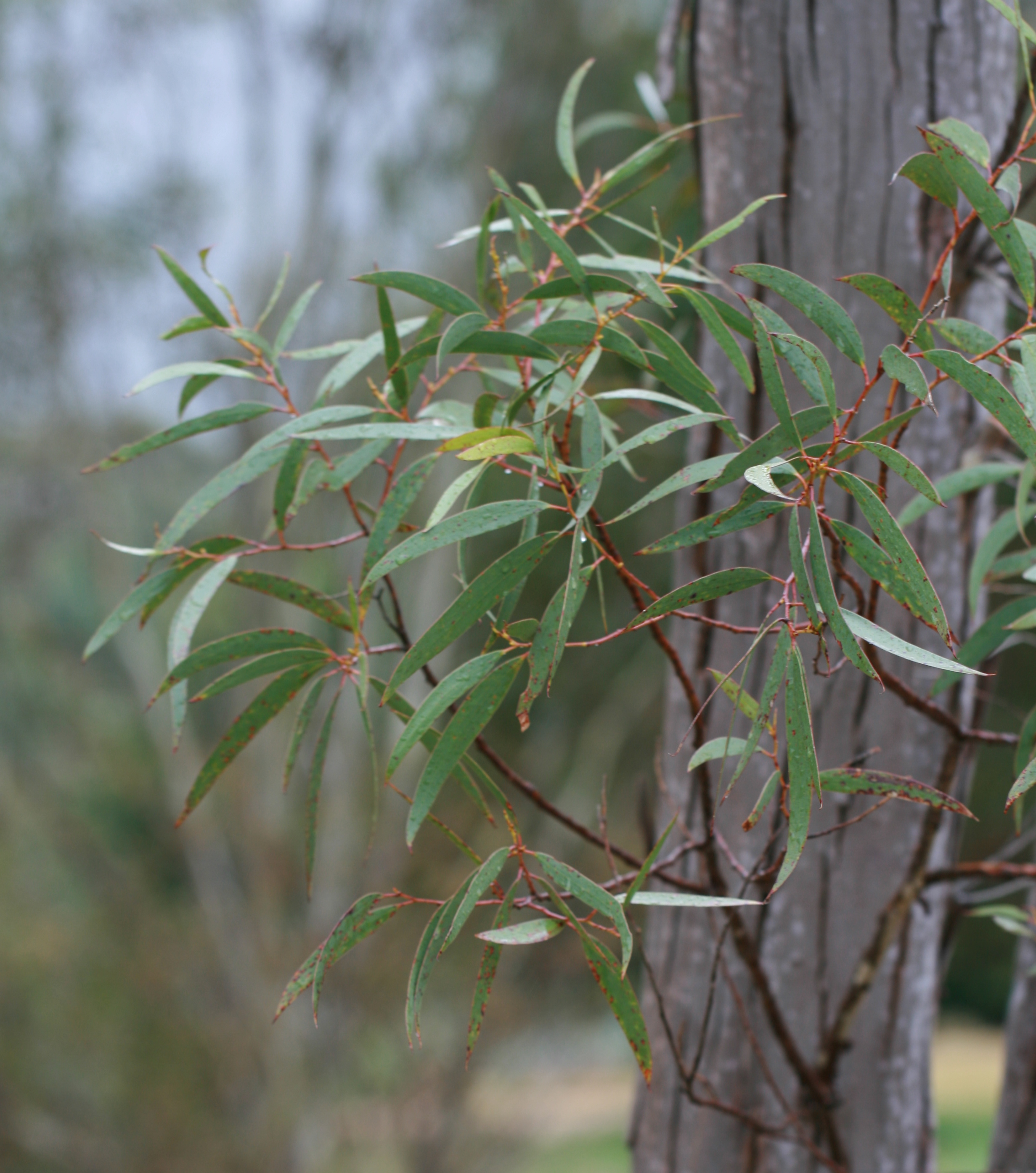